# Boramae (metropolitana di Seul)
Boramae (보라매역, Boramae-yeok ) è una stazione della metropolitana di Seul servita dalla linea 7 della metropolitana di Seul. Si trova a cavallo fra i quartieri di Dongjak-gu e Yeongdeungpo-gu, a sud rispetto al centro della città.

## Linee
SMRT
● Linea 7 (Codice: 742)

## Struttura
La stazione è realizzata sottoterra, e possiede un marciapiede a isola con due binari con porte di banchina a piena altezza e ascensori. Sono presenti un'area tornelli e 8 uscite in superficie.
| Direzione Jangam            | ● Linea 7 | per Isu, Express Bus Terminal, Geondae-ipgu, Nowon e Jangam |
| Direzione Bupyeong-gucheong | ● Linea 7 | per Daerim, Onsu e Bupyeong-gucheong                        |

## Stazioni adiacenti
| «                   | Servizio | »       |
| Linea 7             | Linea 7  | Linea 7 |
| ------------------- | -------- | ------- |
| Sindaebang samgeori | -        | Sinpung |